# Mednarodno letališče Pulkovo
Letališče Pulkovo (rusko: Аэропорт Пулково, IPA: [ˈpuɫkəvə]) (IATA: LED, ICAO: ULLI) je mednarodno letališče, ki služi Sankt Peterburgu v Rusiji. Sestavlja ga en terminal, ki leži 23 km južno od mestnega središča. Letališče služi kot baza za Rossija Airlines in kot fokusno mesto za Smartavio. Odgovorno je za služenje meščanom Sankt Peterburga in Leningrajske oblasti – skupno 6.120.000 ljudi. Leta 2022 je bilo 29. najprometnejše letališče v Evropi.

## Zgodovina
Gradnja letališča Pulkovo se je začela januarja 1931 in letališče je bilo uradno odprto 24. junija 1932 kot letališče v lasti države. Prvo ime letališča je bilo Šossejnaja. Med letoma 1936 in 1951 je potekala gradnja novega terminala. Sredi 50. let 20. stoletja so bile vzletne steze podaljšane, tako da so lahko z letališča vzletala večja letala, kot sta Il-18 in Tu-104. Leta 2017 je letališče prešlo 16.125.520 potnikov 21,6 % povečanje glede na 2016. Pulkovo je tako četrto najprometnejše letališče v Rusiji in postsovjetskih državah. Pulkovo je eno največjih letališč v Rusiji in vzhodni Evropi.
Zgodovinski terminal, odprt leta 1973, obsega 43.000 m². Prvotno je bil zgrajen za 6.500.000 potnikov letno, vendar je to kapaciteto presegel leta 2008. Rekonstrukcija terminala je bila končana leta 2014 in terminal se zdaj lahko uporablja za vse vrste potniških poletov, domače in mednarodne. Kapaciteta potnikov je zdaj 17.000.000 letno.
Gradnja Terminala 1 se je začela leta 2010 in terminal je bil odprt decembra 2013. Ceremonije ob začetku gradnje 24. novembra 2010 se je udeležil tudi ruski predsednik Vladimir Putin. Februarja 2014 je bil ves promet preusmerjen na novi terminal, stara terminala Pulkovo 1 in 2 pa sta bila zaprta. Terminal 1 obsega 147.000 m².